# Club de Fútbol Atlante
Pour les articles homonymes, voir Atlante.
Maillots
Le Club de Fútbol Atlante, plus connu sous le nom de CF Atlante, est un club de football installé à l'origine à Mexico puis délocalisé à Cancún durant la saison 2007-2008.
Son stade est le Estadio Andres Quintana Roo. Il a notamment remporté la Ligue des champions de la CONCACAF en 1983 et 2009, il compte par ailleurs trois titres de champion du Mexique et trois Coupes du Mexique.

## Histoire

### Les débuts
Atlante est fondé le 18 avril 1916 sous le nom de « Sinaloa » par un groupe de jeunes Mexicains enthousiastes, mené par Refugio « El Vaquero » Martínez. Le club dispute ses matchs dans le quartier de Condesa à Mexico. Après avoir changé de nom pour Lusitania et U-53, El Vaquero propose d'adopter le nom d'« Atlante » d'après une bataille dans l'océan Atlantique durant la Première Guerre mondiale. Durant les années 1920, les frères Rosas (Manuel Rosas, Juan Rosas et Felipe Rosas) ainsi que Juan Carreño aide le club à devenir l'un des plus populaires du pays au sein de la classe ouvrière allant à être surnommé l'« équipe du peuple ». Le légendaire Carreño a inscrit le premier but du Mexique aux Jeux olympiques d'été de 1928 à Amsterdam tout comme le premier but du Mexique en Coupe du monde contre la France lors du match inaugural en 1930 en Uruguay.
Malgré sa popularité, la fédération mexicaine de football n'autorise pas l'équipe à rejoindre le Championnat du Mexique (appelé la Liga Major). Pour cela, le club doit écarter à travers divers matchs deux grands clubs mexicains que sont Club Toluca et le Club América. Les duels sont cependant remportés par le CF Atlante sur les scores respectifs de 7-2 et 2-1. Dès son entrée dans la Liga Major, une grande rivalité se créée avec le Club Necaxa qui devient l'un des classiques du football mexicain.
Au début de l'histoire du football mexicain, seul le CF Atlante est accepté par ses homologues étrangers pour disputer des rencontres amicales internationales où Atlante compte de prestigieuses victoires comme face au Sabaria de Hongrie (3-1 en 1929), le Sportivo de Buenos Aires à deux reprises (2-1 et 3-2) ainsi que le Club Atlético Bella Vista qui comptait huit champions du monde dans ses rangs (3-2 en 1931).
Dans les années 1940, durant les dernières années de la Seconde Guerre mondiale, Atlante compte dans ses rangs Horacio Casarín devenant l'une des figures majeures du football mexicain qui ensuite devient le premier Mexicain à évoluer sous le maillot du FC Barcelone en 1948. La popularité du club se mesure également par ses références au cinéma mexicain (“Los Hijos de Don Venancio”, “Los Nietos de Don Venancio”, “El Vividor”, “El que con niños se acuesta” entre autres).

### Ère professionnelle et premier titre de champion
En 1943, la fédération mexicaine fonde la Ligue professionnelle regroupant six clubs de Mexico, deux de la Ligue de l'Ouest et deux de la Ligue Veracruz. Atlante fait alors partie des six clubs de la capitale.
Après quatre éditions et avec l'aide du propriétaire le général Jose Manuel Nuñez et aidé d'Horacio Casarínn le club remporte son premier titre de champion du Mexique en 1947 à l'issue d'un match les opposant au FC León sous les yeux du président Miguel Alemán Valdés dans un stade rempli de 48 622 spectateurs. Avant cela en 1945, le club avait établi un record de buts inscrits lors d'une saison à 121 buts en 30 matchs. Également, il avait été le premier club à inscrire son nom au palmarès de la Supercoupe du Mexique en 1942.
Après son titre, plusieurs clubs alternativement dominent néanmoins le championnat. Atlante reste une valeur sûre et peut toujours compter sur le soutien de la classe populaire. En 1966, Jose Manuel Nuñez vend le club à Fernando González. Sous la présidence de ce dernier, les performances du club déclinent allant même jusqu'à une relégation sportive en seconde division en 1976.

### Ère de IMSS
Après un retour en première division en 1977, l'institut mexicain de sécurité sociale (IMSS) reprend le club en acquérant 100 % des parts et en promettant d'en faire le plus grand club du monde, fort des 22 millions de supporters proclamés au Mexique. Avec l'aide financière de l'institution gouvernementale, Horacio Casarín revient au club pour prendre l'habit d'entraîneur et peut compter sur l'attaquant Evanivaldo Castro (trois fois meilleur buteur du Championnat en 1980, 1981 et 1982). En 1982, le club atteint la finale du Championnat face au C.D. Universitario de Nuevo León mais perd aux tirs-au-but. Néanmoins, l'année suivante en 1983 le club remporte son premier titre continental avec la Coupe des champions de la CONCACAF contre le club du Suriname Sport Verenigang Robinhood.
Bien que le gouvernement continue de détenir le club, une autre institution prend le contrôle des activités de management. Le Département du district fédéral (DDF) s'approprie le club pour finalement de faibles résultats. Après sept saisons au Stade Azteca, le club dispute alors ses matchs à domicile au Estadio Azul.
En 1989, la DDF vend le club à Jose Antonio García, homme d'affaires. Le club déménage une nouvelle fois, pour le Estadio La Corregidora, cependant les résultats ne sont pas à la hauteur et le club est relégué sportivement en seconde division.

### Second titre de champion
De retour au stade Azteca, Atlante remonte en première division au terme d'un match épique face au CF Pachuca. Atlante s'impose aux tirs-au-but grâce à leur gardien Félix Fernández.
En 1992-1993, sous le coaching de Ricardo La Volpe, Atlante remporte son second titre de championnat du Mexique face au Club de Futbol Monterrey. De nombreux joueurs émergent de l'équipe (Felix Fernández, José Guadalupe Cruz, Miguel Herrera, René Isidoro García, Raúl Gutiérrez, Pedro Massacessi, Wilson Graneolatti, Roberto Andrade, Guillermo Cantú, ainsi que les attaquants Luis Miguel Salvador et Daniel Guzmán), il s'agit du second titre de l'histoire du club. Le club atteint la finale de la Coupe des Champions de la CONCACAF en 1994 mais perd contre le club du Costa Rica de CS Cartagines.
C'est alors que le club se dote de grands joueurs mexicains tels que Hugo Sánchez ou Jorge Campos. Cependant, les résultats ne suivent pas et la menace d'une relégation réapparait. C'est alors que Televisa décide d'acquérir le club. Une nouvelle vague de joueurs arrivent avec à sa tête Luis Roberto Alves, Miodrag Belodedici et Luis García Postigo, le poste d'entraineur est alors confié à Miguel Mejía Barón (sélectionneur du Mexique lors de la Coupe du monde 1994). Cependant, le club malgré de bons résultats ne décroche pas de titre majeur.

### Troisième relégation

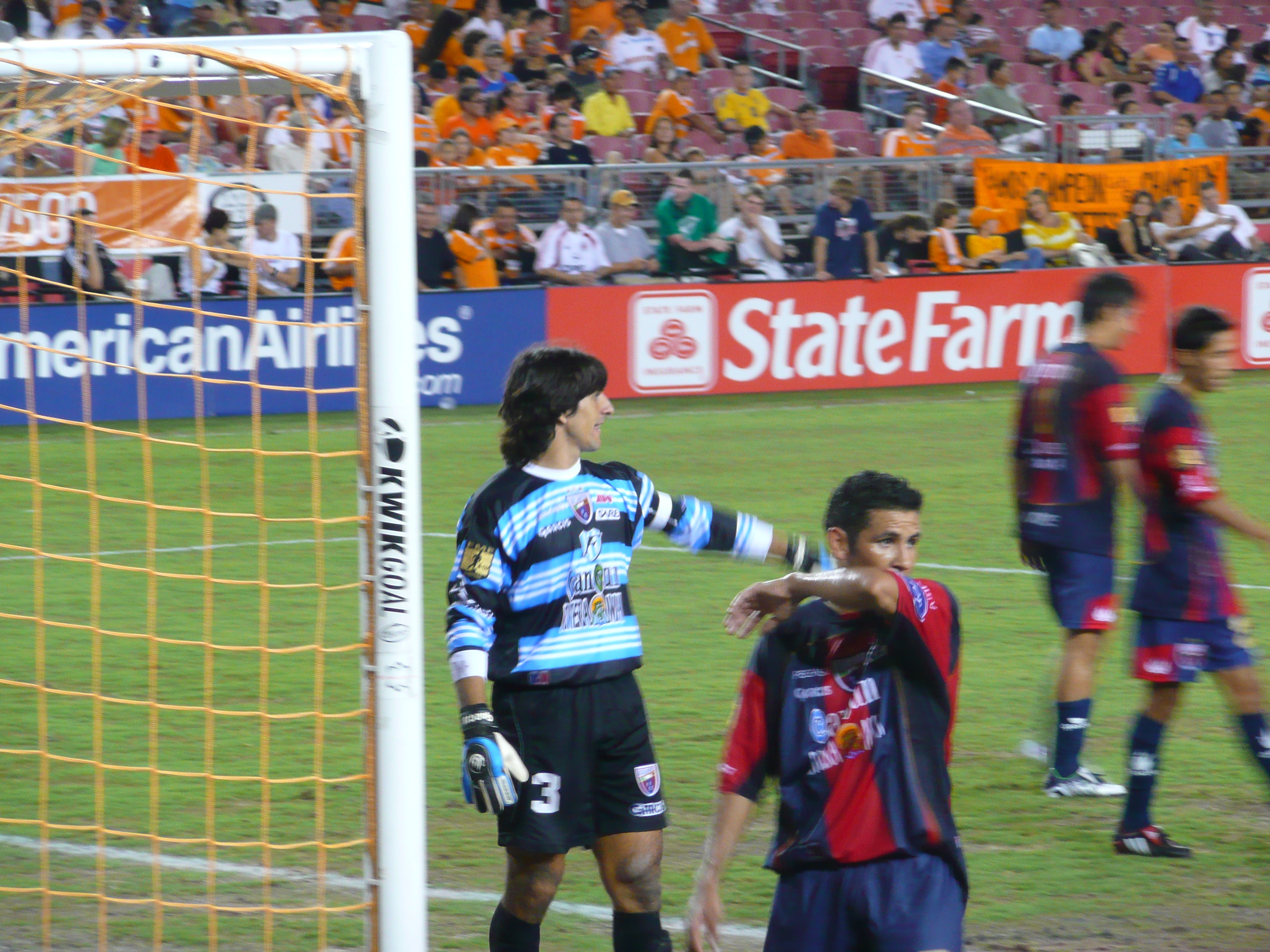
Le CF Atlante lors d'un corner.

Le club confie alors successivement les reines du club à différents entraîneurs avec peu d'expérience, les transferts de joueurs se succèdent et la direction décide même de changer les couleurs traditionnels du club passant du rouge et bleu à l'orange, perdant une partie de son identité. Les supporters se tournent alors vers d'autres clubs. Petit à petit, l'aspect sportif est alarmant au point que le club subit sa troisième relégation de son histoire.
En 2001, Manuel Lapuente (sélectionneur du Mexique lors de la Coupe du monde 1998) sauve le club d'une nouvelle relégation. Entre-temps la fédération mexicaine souhaite élargir la première division de deux nouvelles équipes. Après avoir versé 5 millions de dollars, Atlante est autorisé à disputer une série de matchs pour y accéder. C'est chose faite après avoir écarté le CD Veracruz.

### Renaissance du club
C'est avec la formation que le club obtient son renouveau ainsi que l'arrivée de grands joueurs étrangers tels que Sebastián González, Luis Gabriel Rey et Federico Vilar, le club déménage un temps au Estadio Neza 86 avant de revenir au stade Azteca. Le club revient alors dans le haut du tableau. Cependant, les spectateurs ne suivent pas, les affluences ont baissé ces dernières années en raison de l'inconstance sportive du club et d'une perte de son identité.

### Départ de Mexico
Le 14 mai 2007, Atlante décide officiellement de quitter le stade Azteca pour rejoindre l'Estadio Andres Quintana Roo de Cancún dans l'espoir de susciter un nouvel engouement. C'est un pari réussi puisque rapidement le club retrouve sa popularité en même temps que de meilleurs résultats sportifs. Le club s'appuie sur de talentueux joueurs tels que Giancarlo Maldonado, Gabriel Pereyra, Javier Muñoz Mustafá ou Clemente Ovalle et remporte le tournoi d'ouverture du Mexique en 2007.
Qualifié à la Coupe des champions de la CONCACAF 2008, le club est éliminé en quart-de-finale par le Deportivo Saprissa. Qualifié de nouveau à cette compétition continentale en 2009 (renommé la Ligue des Champions de la CONCACAF), le club atteint la finale et face au CD Cruz Azul (2-0 grâce à des buts de Fernando Navarro Morán et Christian Bermúdez puis 0-0) remporte son deuxième titre continental lui permettant de se qualifier pour la Coupe du monde de football des clubs 2009.

## Palmarès
| Compétitions nationales | Compétitions internationales                                                             |
| - Championnat du Mexique (3) - Champion : 1947, 1993 et 2007 (Apertura). - Vice-Champion : 1946, 1950, 1951 et 1982. - Coupe du Mexique (3) - Vainqueur : 1942, 1951 et 1952. - Finaliste : 1944, 1946, 1949, 1963 et 2013 (Clausura). - Supercoupe du Mexique (2) - Vainqueur : 1942 et 1952. - Finaliste : 1947 et 1951. - Championnat du Mexique de deuxième division (2) - Champion : 1977 et 1991. - Tournoi national amateur (2) - Champion : 1932 et 1941. - Liga Spalding amateur (3) - Champion : 1925, 1926 et 1927. | - Ligue des champions de la CONCACAF (2) - Vainqueur : 1983 et 2009. - Finaliste : 1994. |

## Anciens joueurs
- Javier Aguirre
- Luis Roberto Alves
- Roberto Andrade
- Jorge Campos
- Guillermo Cantú
- Félix Fernández
- René Isidoro García
- Luis García Postigo
- José Guadalupe Cruz
- Daniel Guzmán
- Miguel Herrera
- Fernando Navarro Morán
- Luis Miguel Salvador
- Hugo Sánchez
- Pedro Massacessi
- Mateo Nicolau
- Wilson Graniolatti
- Esteban Paredes
- Miodrag Belodedici
- Ilie Dumitrescu